# Inetbib

Inetbib-Logo (2011)

Inetbib (eigene Schreibweise auch: InetBib, INETBIB) war eine deutschsprachige Mailingliste, die sich mit dem Internet in (vornehmlich deutschen) Bibliotheken beschäftigt. Seit 1996 fand bis 2018 zudem etwa alle zwei Jahre die Inetbib-Tagung statt.

## Mailingliste

Logo von OpenBiblioJobs

Die Mailingliste wurde 1994 von Michael Schaarwächter an der Universitätsbibliothek Dortmund ins Leben gerufen, um die Internetnutzung in Bibliotheken zu unterstützen. Die erste Mail wurde am 28. Mai 1994 über die Liste versandt, die beim Start 28 Teilnehmer hatte. Die Liste hatte im März 2019 über 9.400 eingeschriebene E-Mail-Adressen und war damit eines der größten deutschsprachigen Foren zum fachlichen Austausch für Bibliothekare. Auch verwandte Themen wurden diskutiert, wie etwa die Langzeitarchivierung, der Einsatz von sozialen Netzwerken oder von E-Books in Bibliotheken, die Zukunft der Bibliothek einschließlich der Verwendung neuer Technik sowie der politischen Entwicklungen und Rahmenbedingungen. Die Mailingliste diente bis März 2019 auch zur Verbreitung von Stellenanzeigen für Bibliotheksberufe. Seit April 2019 wurden alle Stellenanzeigen im deutschsprachigen Bibliothekswesen in dem Portal OpenBiblioJobs konzentriert. Die zunächst ehrenamtlich betriebene Stellenbörse wird seit Anfang 2024 vom Berufsverband Information Bibliothek unter dem neuen Namen BiblioJobs angeboten.
Am 15. Mai 2023 kündigte Michael Schaarwächter die Schließung der Inetbib-Liste an, am 1. Juni 2023 um 18:04 Uhr schloss er sie. Sie hatte zu der Zeit 8.028 subscribierte Adressen.

## Inetbib-Tagung
Die Inetbib-Tagung wurde von 1996 bis 2000 jährlich und seit 2002 alle zwei bis drei Jahre an wechselnden Orten veranstaltet. Bisherige Tagungen waren in Dortmund (1996 und 2000), Potsdam (1997), Köln (1998), Oldenburg (1999), Göttingen (2002), Frankfurt am Main (2003), Bonn (2004), Münster (2006), Würzburg (2008), Zürich (2010) und Berlin (2013).
Die 13. Inetbib-Tagung wurde von der Universitätsbibliothek Stuttgart, der Stadtbibliothek Stuttgart, der Hochschule der Medien (HdM) und der Universitätsbibliothek Dortmund vom 10.–12. Februar 2016 ausgerichtet. Thema: „Treiben wir oder werden wir getrieben?“
Die 14. Inetbib-Tagung fand von 21.–23. Februar 2018 in Wien statt und wurde als Kooperationsprojekt mit der VÖB auch als 17. Österreichisches Online-Informationstreffen (ODOK) organisiert.
Die Tagung war vergleichbar mit einem Bibliothekartag; im Gegensatz zum Internationalen Symposium für Informationswissenschaft (ISI) gab es nur einen begrenzten wissenschaftlichen Anspruch, stattdessen wurde mehr auf die Praxis in Bibliotheks- und Informationseinrichtungen eingegangen, die Organisation war jedoch mehr an klassischen Fachtagungen orientiert als etwa beim BibCamp.